# 3457 Arnenordheim
A 3457 Arnenordheim (ideiglenes jelöléssel 1985 RA3) a Naprendszer kisbolygóövében található aszteroida. Henri Debehogne fedezte fel 1985. szeptember 5-én.